# Galvarinus
Galvarinus – rodzaj węży z podrodziny ślimaczarzy (Dipsadinae) w obrębie rodziny połozowatych (Colubridae).

## Rozmieszczenie geograficzne
Rodzaj obejmuje gatunki występujące w Ameryce Południowej (Peru, Boliwia, Chile i Argentyna). 

## Systematyka
Rodzaj zdefiniował w 2022 roku południowoamerykański zespół herpetologów (Brazylijczycy Vivian Carlos Trevine, Felipe Gobbi Grazziotin, Juliana de Abreu Vianna i Hussam Zaher, Argentyńczyk Alejandro Raúl Giraudo oraz Chilijka Nicole Sallaberry-Pincheira) w artykule zatytułowanym Systematyka Tachymenini (Serpentes, Dipsadidae): zaktualizowana klasyfikacja oparta na dowodach molekularnych i morfologicznych, opublikowanym w czasopiśmie „Zoologica Scripta”. Gatunkiem typowym jest (oryginalne oznaczenie) G. chilensis.

### Etymologia
Galvarinus: Galvarino (zm. 1557), wojownik z plemienia Mapuczy, który walczył w XVI wieku przeciwko Hiszpanom w czasie wojen z Araukanami.

### Podział systematyczny
Do rodzaju należą następujące gatunki:
- Galvarinus attenuatus Walker, 1945
- Galvarinus chilensis (Schlegel, 1837)
- Galvarinus tarmensis Walker, 1945